# Жуков, Александр Адольфович
Алекса́ндр Адо́льфович Жу́ков (род. 25 марта 1965) — советский и молдавский легкоатлет, специалист по прыжкам с шестом. Выступал в 1985—1997 годах, призёр первенств республиканского и всесоюзного значения, действующий рекордсмен Молдавии, участник летних Олимпийских игр в Атланте. Мастер спорта СССР международного класса.

## Биография
Александр Жуков родился 25 марта 1965 года.
Начал заниматься лёгкой атлетикой в 1980 году, проходил подготовку в Тирасполе в Специализированной детско-юношеской спортивной школе олимпийского резерва № 2 под руководством тренера Вадима Ивановича Капралова.
В 1985 году выполнил норматив мастера спорта СССР.
В 1986 году с результатом 5,50 выиграл бронзовую медаль в прыжках с шестом на IX летней Спартакиаде народов СССР в Ташкенте.
В июне 1987 года на соревнованиях в Челябинске взял высоту в 5,70 метра, установив ныне действующий национальный рекорд Молдавии в прыжках с шестом на открытом стадионе. За это выдающееся достижение удостоен почётного звания «Мастер спорта СССР международного класса».
В январе 1988 года на турнире в Минске установил ныне действующий национальный рекорд Молдавии в прыжках с шестом в закрытом помещении — 5,70 метра. На зимнем чемпионате СССР в Волгограде с результатом 5,60 стал бронзовым призёром.
В 1990 году был лучшим в своей дисциплине в матчевой встрече Молдавия — Закавказье в Тбилиси, взял бронзу на Мемориале братьев Знаменских в Москве, выступил на Кубке СССР в Волгограде и на всесоюзных соревнованиях в Сочи.
В 1991 году одержал победу на Мемориале 26 бакинских комиссаров в Баку.
В 1992 году победил на Кубке и чемпионате Молдавии, выиграл первенство Украины среди студентов в Киеве и Кубок Донецкой области.
После распада Советского Союза выступал за молдавскую национальную сборную. Так, в 1994 году представлял Молдавию на чемпионате Европы в помещении в Париже.
В 1996 году принял участие в чемпионате Европы в помещении в Стокгольме. Благодаря череде удачных выступлений удостоился права защищать честь страны на летних Олимпийских играх в Атланте — на предварительном квалификационном этапе прыжков с шестом показал результат 5,20 метра, чего оказалось недостаточно для выхода в финал.
Завершил спортивную карьеру по окончании сезона 1997 года.